# Ourisia macrophylia
Ourisia macrophylia är en grobladsväxtart. Ourisia macrophylia ingår i släktet Ourisia och familjen grobladsväxter.

## Underarter
Arten delas in i följande underarter:
- O. m. lactea
- O. m. macrophylla
- O. m. robusta
- O. m. meadii